# José Sasía

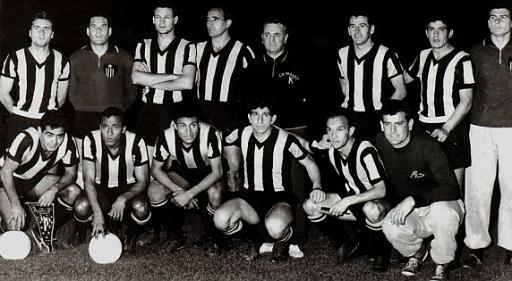
Sasía (hockend, Vierter von links)

José Sasía, vollständiger Name José Francisco Sasía, teils auch als José Francisco Sacía geführt (* 27. Dezember 1933 in Treinta y Tres; † 30. August 1996 in Montevideo) war ein uruguayischer Fußballspieler und Trainer.

## Spielerlaufbahn

### Verein
Der 1,76 Meter große „Pepe“ genannte Mittelstürmer Sasía spielte in seiner Kindheit für die Mannschaften Aires Puros, Olimpia und kurzzeitig für Ipiriranga, die allesamt im montevideanischen Barrio Aires Puros ansässig waren. 1949 schloss er sich 15-jährig der Jugendmannschaft Defensors an. Er debütierte in jenem Jahr in der dortigen „Cuarta“ und wurde mit der Mannschaft ungeschlagener Meister. Im Alter von 16 Jahren feierte er sein Debüt in der Ersten Mannschaft in einem Spiel gegen die Rampla Juniors. Anschließend blieb er jedoch – nach Sasías Aussage aufgrund einer Reihe von Unfällen – ohne Einsatz. Sodann spielte er in den Jahren 1954 bis 1959 in Montevideo für die Defensor in der Primera División. Es folgte 1960 eine Station in Buenos Aires. Dort absolvierte er zwölf Spiele für die Boca Juniors, in denen er drei Tore erzielte. 1961 bis 1965 stand er sodann in Reihen Peñarol Montevideos, das in jenen Jahren von den Trainern Roberto Scarone, Bela Guttman und Roque Máspoli betreut wurde. 1961, 1962 und 1964 gewann er mit den Aurinegros drei Landesmeistertitel. Ebenfalls 1961 sicherte er sich mit seinem Verein die Trophäe in der seinerzeit noch als Copa Campeones de América bezeichnete Copa Libertadores. Sasía kam dabei in beiden Finalspielen zum Zug und schoss im Rückspiel beim 1:1 gegen Palmeiras São Paulo das einzige, aber letztlich wettbewerbsentscheidende Tor der Montevideaner. Als weiterer Titelgewinn des Jahres 1961 ist der Sieg im Weltpokal verzeichnet, wozu Sasía durch sein Mitwirken in Hin-, Rück- und Entscheidungsspiel gegen Benfica Lissabon entscheidend beitrug. Nicht nur beim Rückspiel leitete er durch einen Elfmeter die Niederlage der Portugiesen ein, auch im Entscheidungsspiel erzielte er beim 2:1-Sieg beide Tore Peñarols. Im Folgejahr stand für Peñarol erneut die Teilnahme an den Finalspielen der Copa Campeones de América an, in denen der uruguayische Klub dieses Mal aber dem brasilianischen Vertreter FC Santos letztlich die Trophäe überlassen musste. Sasía wirkte abermals in allen drei Finalspielen mit. Auch an allen drei Finalspielen der Copa Libertadores 1965 partizipierte er auf Seiten der Aurinegros. Dort unterlag man jedoch schließlich dem argentinischen Verein CA Independiente. Im Spieljahr 1965 führte ihn sein Weg wieder nach Argentinien. Dort schloss er sich Rosario Central an. 1966 bis 1967 wieder im Kader Defensors stehend, folgte 1968 eine Station bei Nacional. 1969 spielte er für Racing und 1970 war schließlich erneut Bestandteil der Mannschaft Defensors, die in jener Spielzeit letztmals von Alejandro Morales betreut wurde. Nur knapp konnte er mit seinen Mitspielern in der Relegationsrunde den Abstieg in die „B“ vermeiden.

### Nationalmannschaft
Sasía war auch Mitglied der A-Nationalmannschaft Uruguays, für die er zwischen dem 24. Juni 1956 und dem 19. Juli 1966 42 Länderspiele absolvierte. Dabei schoss er zwölf Länderspieltore. Andere Quellen schreiben ihm 44 Länderspieleinsätze zu. 1957 bereits Teil des Aufgebots bei der Südamerikameisterschaft 1957, nahm er mit der Celeste ebenfalls 1959 in Argentinien an der ersten von zwei Ausspielungen der Südamerikameisterschaft in jenem Jahr teil. Das zweite einige Monate später in Ecuador ausgetragene Campeonato Sudamericano erlebte er ebenfalls als Kadermitglied Uruguays und wurde somit Südamerikameister. Auch an der Weltmeisterschaft 1962 wirkte er auf uruguayischer Seite mit. Dort kam er in allen drei Gruppenspielen Uruguays zum Einsatz und erzielte zwei Tore. Als Teil des Aufgebots bei der WM vier Jahre später war er in den beiden Gruppenspielen gegen Mexiko und Frankreich am Vordringen der Uruguayer bis ins Viertelfinale und dem dortigen Scheitern an der bundesrepublikanischen Elf beteiligt.

### Erfolge
- Südamerikameister: 1959
- Weltpokalsieger: 1961
- Copa Libertadores: 1961
- 3× Uruguayischer Meister: 1961, 1962, 1964

## Trainertätigkeit
1971 übernahm Sasía seine erste Anstellung als Trainer bei den Rampla Juniors. Im Folgejahr hatte er das Traineramt bei Racing inne. In dieser Funktion wirkte er sodann drei Jahre lang in Venezuela bei Deportivo Galicia. Seine nächste Trainerstation war ab 1976 der CA Cerro in Uruguay, bei dem unter anderem Alejandro Garay und Ruben Pico Umpiérrez zu seinen Spielern zählte. Etwa zur Jahresmitte wechselte er in der Trainerfunktion nach Ecuador zu Aucas, verblieb dort jedoch nur kurzzeitig. Noch 1976 übernahm er das Traineramt bei Liverpool Montevideo. Im selben Jahr trainierte er auch den venezolanischen Verein Estudiantes de Mérida, bei dem sich unter seiner Ägide die Mannschaft des Klubs erstmals in der Vereinsgeschichte für die Copa Libertadores qualifizierte. Im Widerspruch dazu steht jedoch, dass ebenfalls berichtet wird, er sei bei Liverpool bis 1977 tätig gewesen.
In der Spielzeit 1979/80 zeichnete er als Trainer beim griechischen Verein Aris Saloniki verantwortlich. Im Laufe der Saison wurde er dort von Frank Blangstown abgelöst. Mindestens seit Januar 1981 betreute er sowohl die Nationalmannschaft Paraguays als auch den paraguayischen Club Olimpia aus der Hauptstadt Asunción. Teils wird er 1981 im Trainergespann mit Assistenztrainer Carlos María Ravel erneut als Trainer bei Aris Saloniki geführt. Überdies wird auch von Engagements als Trainer in Mexiko und Kolumbien berichtet.

## Privates
Sasía, der abweichend zu dieser durchgängig verwendeten Schreibweise in seinem eigenen Ausweis in der Schreibweise Sacía geführt wurde, entstammte einer Anfang des 20. Jahrhunderts nach Uruguay eingewanderten Familie baskischer Herkunft. Er war der älteste Sohn und das sechste von neun Kindern seiner Eltern Delfín Sasía und María Lugo sowie Cousin des Musikers Waldemar Sasías. Sein Vater Delfino, von Beruf Kaufmann und Friseur, war aktives Mitglied der Partido Nacional. 1940 zog seine Familie aus Treinta y Tres nach Montevideo und ließ sich dort im Barrio Aires Puros nieder. José Sasía begann seine schulische Ausbildung zunächst in der „Escuela de Burgues“ und wechselte ab der vierten bis zur sechsten Klasse auf die Deutsche Schule in Montevideo. Den anschließenden Liceo-Besuch brach er nach kurzer Zeit ab.
José Sasía selbst war Vater von zwei Kindern: Sohn Daniel und die ca. vier Jahre jüngere Marta. Er starb schließlich 62-jährig in Montevideo an einem Herzinfarkt. Später trat nicht nur sein Enkel Leandro Cabrera Sasía, der Sohn seiner Tochter, ebenfalls in die Fußstapfen Sasías, wurde Profifußballspieler und stand als solcher unter anderem bei Atlético Madrid unter Vertrag. Auch sein Enkel Rodrigo Cabrera Sasía spielte bereits im uruguayischen Profifußball für Defensor.

## Sonstiges
Der Sänger Jaime Roos komponierte Sasía zu Ehren das Lied „Al Pepe Sasia“. Mindestens für die Erstligaspielzeit 2011/12 wurde der nach ihm benannte Premio José Sasía für den besten Spieler der Saison in der uruguayischen Primera División verliehen. Ausgezeichnet wurde Nicolás Olivera.